# 华东师范大学数学科学学院
数学科学学院，是华东师范大学的一个学院，成立于2018年3月14日。其前身数学系成立于1951年，由大夏大学、光华大学、圣约翰大学、同济大学等校的数学系合并组建。

## 历史
1951年10月，大夏大学与光华大学合并，华东师范大学数学系成立。1952年的院系调整中，圣约翰大学理学院数学系并入华东师范大学，圣约翰大学数学系主任魏宗舒任数学系教授。交通大学的武崇林教授、同济大学数学系主任程其襄等师资也调往华东师范大学数学系。数学系系址设在圣约翰大学旧址，称华东师大分部。
1994年4月，数学系、物理系等系所组建华东师范大学理工学院，数学系成为华东师范大学理工学院数学系。
2012年，谈胜利成为数学系主任后，推进了一场全面的教学改革。
2018年3月14日，华东师范大学数学科学学院成立，同时理工学院撤销。

## 现状
数学科学学院现下设基础数学系、应用数学系、数学教育系、数据数学系、智能数学系、金融数学系等六个系，上海市核心数学与实践重点实验室、华东师范大学中法基础数学联合实验室等两个实验室，代数研究中心、算子代数研究中心、偏微分方程研究中心、几何分析研究中心、应用数学与交叉学科研究中心、国际数学奥林匹克研究中心等六个研究中心，数学研究所、数学教育研究所、系统科学研究所等三个研究所，上海市“立德树人”数学教育教学研究基地、上海市海外高层次人才创新创业基地等两个基地，以及上海《数学教学》杂志社。
华东师范大学的数学学科在ESI学科排名中位居全球前1%。